# Karate a muerte en Torremolinos
Karate a muerte en Torremolinos és una pel·lícula espanyola dirigida per Pedro Temboury. Va ser nominada als premis Godoy com a pitjor pel·lícula de l'any.

## Argument
Torremolinos, any 2000. La que sembla una de les ciutats més ocioses del món està a punt de submergir-se en una ona de terror. El malèvol Dr. Malvedades arriba a la ciutat per ressuscitar quatre karatekes que van morir ofegats a la badia de Màlaga quan exercien com a assassins a sou durant la segona Guerra Mundial. Amb l'ajuda dels zombis, segrestarà cinc adolescents recentment desvirgades, les quals utilitzarà per despertar el monstre Jocántaro, monstre meitat centollo meitat polp que dorm en algun lloc de la costa, i aconseguir dominar el món. Entre les segrestades està Danuta, la núvia d'un surfer catòlic i voluntàriament cèlibe, Jess, que farà l'impossible per rescatar-la. Per a això reuneix als seus amics (un capellà, una monja, un yuppie i un karateca), i junts invoquen l'esperit del professor Miyagi, qui els ensenya la difícil art del karate per fer front als esbirros del Dr. Malvedades. Mentrestant, les autoritats, desconcertades davant l'onada de segrests, encarreguen primer a Chuck Lee, karateca de fama internacional, i després al Dr. Orloff, parapsicòleg en perpetu tràngol cannàbic, el rescat de les adolescents i la lluita contra el Dr. Malvedades.

## Repartiment
- Curro Cruz como Jess.
- Jess Franco como el Señor Miyagi.
- Sonia Okomo como Danuta.
- Paul Lapidus como el doctor Malvedades.
- Los Angeles Barea como la Monja Surfera.
- Juanma Lara como el Alcalde.
- Carol Salvador como el Policia.
- Pedro Temboury como el doctor Orloff, parapsicòleg.
- Jordi Costa como el Subcomandante Bermudas, así como un gamberro de playa.

## Palmarés
Premis Godoy
| any  | categoria                        | Para                            | resultat  |
| ---- | -------------------------------- | ------------------------------- | --------- |
| 2003 | pitjor pel·lícula                | Karate a mort a Torremolinos    | Nominat   |
| 2003 | pitjor director                  | Pedro Temboury                  | Nominat   |
| 2003 | pitjor director                  | Carlota Botas                   | guanyador |
| 2003 | pitjor guió                      | Pedro Temboury                  | Nominat   |
| 2003 | Pitjors efectes especials        | Kárate a muerte en Torremolinos | guanyador |
| 2003 | pitjor vestuari                  | Bubi Escobar                    | guanyador |
| 2003 | Pitjor perruqueria i maquillatge | Carol Salvador                  | guanyador |